# Frasselt
Frasselt is een dorp in de Duitse gemeente Kranenburg en telde op 1 januari 2018 515 inwoners. Op 1 januari 2016 telde het dorp 497 inwoners.
Frasselt ligt tegen de noordzijde van het Reichswald, dicht bij de grens met Nederland. Het dorp is in de veertiende eeuw ontstaan en lag bij de slag om het Reichswald in de frontlinie.

## Verenigingen
- Biljartvereniging: Billard-Club "BC-Gut-Stoß" Frasselt
- Koor: Kath. Kirchenchor Frasselt[2]
- Postduifvereniging: Brieftaubenverein "Wald und Heide" Frasselt-Schottheide[3]
- Ruitervereniging: Reiterverein Kranenburg und Umgebung
- Schietvereniging: Kyffhäuserkameradschaft Frasselt
- Schutterij: Schützenverein Frasselt[4]
- Voetbalvereniging: SV Schottheide-Frasselt 1968/30[5]

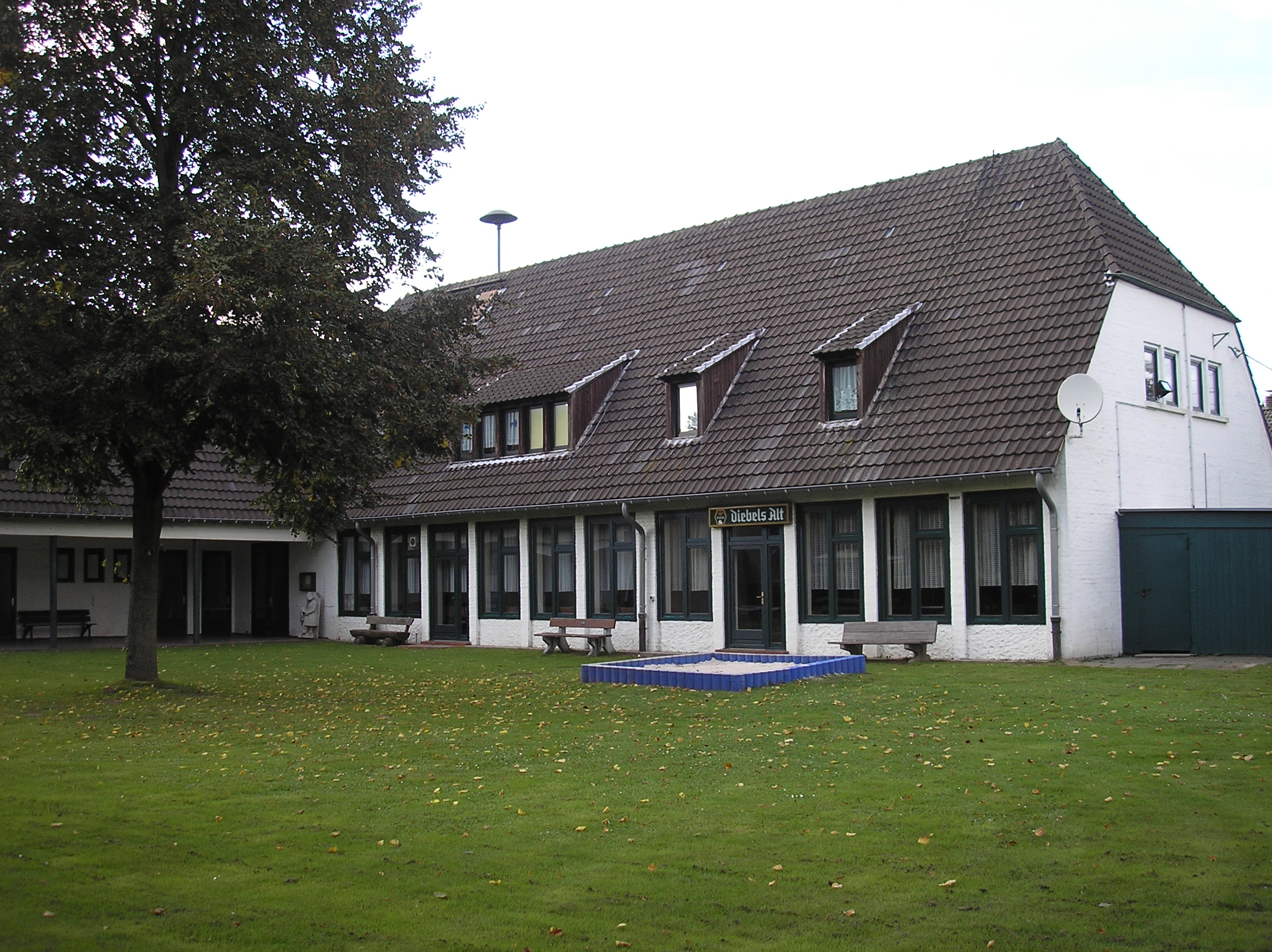
Bürgerhaus "Alte Schule"

Frasselt · Grafwegen · Kranenburg · Mehr · Niel · Nütterden · Schottheide · Wyler · Zyfflich